# Bem Sertanejo
Bem Sertanejo é a primeira coletânea do cantor e compositor brasileiro Michel Teló lançada pela Som Livre. A coletânea reúne 17 duetos que Teló fez com parceiros ao longo do quadro Bem Sertanejo do programa Fantástico, e ainda duas canções inéditas "Implorando pra Trair" e "Até o Dia Clarear".

## Faixas
| Bem Sertanejo  |                                                                                                   |         |  |
| N.º            | Título                                                                                            | Duração |  |
| 1.             | "Saudade de Minha Terra" (com Gusttavo Lima, Luan Santana, Jorge & Mateus e Chitãozinho & Xororó) | 3:16    |  |
| 2.             | "Chalana" (com Almir Sater e Jads & Jadson)                                                       | 2:52    |  |
| 3.             | "No Mesmo Olhar (La Vie Dansante)" (com Jorge & Mateus)                                           | 2:24    |  |
| 4.             | "Fio de Cabelo" (com Chitãozinho & Xororó)                                                        | 2:50    |  |
| 5.             | "Pot-Pourri: Página de Amigos / Hoje Eu Sei" (com Daniel e Rick Sollo)                            | 3:33    |  |
| 6.             | "Amargurado" (com Bruno & Marrone e César Menotti & Fabiano)                                      | 2:56    |  |
| 7.             | "Ainda Ontem Chorei de Saudade" (com Zezé Di Camargo & Luciano)                                   | 2:49    |  |
| 8.             | "Sonhei Com Você" (com Milionário & José Rico)                                                    | 4:17    |  |
| 9.             | "Fazenda São Francisco (Maior Proeza)" (com Victor & Leo e Fernando & Sorocaba)                   | 3:39    |  |
| 10.            | "Moreninha Linda" (com Chitãozinho & Xororó)                                                      | 1:50    |  |
| 11.            | "Índia (India)" (com Paula Fernandes)                                                             | 2:56    |  |
| 12.            | "A Saudade É uma Estrada Longa" (com Almir Sater e Jads & Jadson)                                 | 3:49    |  |
| 13.            | "Chico Mineiro" (com Victor & Leo e Fernando & Sorocaba)                                          | 3:07    |  |
| 14.            | "Pinga Ne Mim" (com Sérgio Reis)                                                                  | 2:26    |  |
| 15.            | "Telefone Mudo" (com Leonardo e Eduardo Costa)                                                    | 3:13    |  |
| 16.            | "Mágoa de Boiadeiro" (com Daniel)                                                                 | 4:25    |  |
| 17.            | "Pedaço de Minha Vida" (com Leonardo e Eduardo Costa)                                             | 2:39    |  |
| 18.            | "Implorando pra Trair" (com Gusttavo Lima)                                                        | 3:22    |  |
| 19.            | "Até o Dia Clarear"                                                                               | 2:41    |  |
| Duração total: | Duração total:                                                                                    | 59:04   |  |